# Haiyan-Lagerstätte
Die Haiyan-Lagerstätte ist eine Konservatlagerstätte vom Burgess-Schiefer-Typ in der Provinz Yunnan, China. Namensgebend ist das angrenzende Dorf Haiyan (chinesisch 海晏村).
Eine Besonderheit stellt der Reichtum an Fossilien juveniler Organismen und neuer Taxa dar. Somit stellt die Haiyan-Lagerstätte womöglich eine der ältesten dokumentierten Brutstätten im Fossilbericht dar.

## Geographische Lage
Die Haiyan Lagerstätte liegt im Kreis Chengjiang am östlichen Ufer des Dian Chi in der Provinz Yunnan. Am gegenüberliegenden Ufer des Dian Chi befinden sich die Mafang- und Ercaicun-Abschnitte der Chengjiang-Faunengemeinschaft im Maotianshan-Schiefer.

## Geologie

### Geologischer Rahmen
Die Lagerstätte befindet sich in einem Aufschluss des Yu'anshan Member der Chiungchussu-Formation und lässt sich stratigraphisch der 3. Stufe der 2. Serie des Kambriums zuordnen, konkret der Eoredlichia–Wutingaspis-Trilobiten-Biozone. Das Leitfossil des Yu'anshan Member ist Eoredlichia intermedia.
Die Mächtigkeit des Aufschlusses entspricht etwa 25 Metern und besteht aus fein geschichtetem, grauem und gelbem Mudstone, der von Silt- und Sandstein durchzogen ist. Innerhalb dieser Abfolge treten zwei Ereignishorizonte im Abstand von rund 8 Metern auf. Es handelt sich um gelbliche Mudstone-Schichten von millimeter- bis zentimeterdicken, die in Wechsellagerung mit dunkleren, zentimeterdicken Mudstones auftreten und die Hintergrundsedimentation widerspiegeln.
Mit einer Mächtigkeit von etwa 50 cm stellt der untere Ereignishorizont die eigentliche Haiyan Lagerstätte dar.

### Entstehungsgeschichte
Zur Zeit der 2. Serie des Kambriums befand sich die Haiyan-Lagerstätte in zentraler Lage im Kunming-Golf zwischen den Paläoländern Niushoushan und Dianzhong. Die Entstehung des Ereignishorizonts der Haiyan-Lagerstätte ist womöglich auf periodische Stürme, Tsunamis und/oder auf die Ablagerung distaler Turbidite zurückzuführen.

### Datierung
Geochronologische Datierungen der Chengjiang-Fauna im nahegelegenen Maotianshan-Schiefer ergeben ein Alter des Yu’anshan Member von 518–520 Ma (U-Pb-Datierung) bzw. 534±60 Ma (Pb-Pb-Datierung).

## Taphonomie
Das vorgeschlagene taphonomische Modell der Haiyan-Lagerstätte basiert auf der Pyritisierung. Es wird angenommen, dass Organismen in flachem, sauerstoffreichen marinen Milieu verenden und anschließend rasch in tiefere, sauerstoffarme Sedimentbereiche transportiert und begraben werden. Durch sulfatreduzierende Bakterien wird bei der mikrobakteriellen Zersetzung des organischen Materials Sulfid freigesetzt. Durch die Reaktion mit reaktivem Eisen im Sediment kommt es zur Bildung von Pyrit. Durch eine tiefere Sedimentablagerung gelangt das Material in die Methanogenese-Zone, wo die Kerogenisierung des verbliebenen organischen Materials erfolgt.
Bemerkenswert ist die exzeptionelle Erhaltung der Organismen, insbesondere die Weichteilerhaltung und Erhaltung vorher nicht bekannter Körperteile. Zu den erhaltenen Merkmalen zählen unter anderem der Verdauungstrakt, neuronales Gewebe, Facettenaugen sowie Larven und Eier. Organismen des sessilen Benthos sind oft mit ihren Verankerungsorganen erhalten. Begünstigt wurde die Erhaltung womöglich durch die zentrale Lage im Kunming-Golf im Gegensatz zur Lage anderer Abschnitte der Chengjiang-Faunengemeinschaft in flacheren Bereichen des Golf.

## Funde
Die Haiyan-Lagerstätte zeigt eine hohe taxonomische Diversität von mindestens 118 Arten, darunter mindestens 17 neue Arten. Bei mehr als 50 % der gefundenen Exemplare handelt es sich um Organismen im Larven- oder Jungtierstadium, womit die Haiyan Lagerstätte eine Besonderheit innerhalb der Chengjiang-Faunengemeinschaft darstellt.
Dominiert wird die Lagerstätte in sowohl Exemplaren (59,8 %) als auch Arten (35,2 %) von Arthropoden. Des Weiteren machen Scalidophora (13,7 % und 11,1 %), Porifera (7,1 % und 9,5 %) und Brachiopoda (5,6 % und 4,7 %) die meiste Fauna aus.
Die Art Herpetogaster haiyanensis nov. sp. wurde nach dem Fundort, der Haiyan-Lagerstätte, benannt. Es wurden mindestens acht Exemplare nachgewiesen.
Für die Erhaltung der Organismen am ursprünglichen Lebensort sprechen die Funde von Koprolithen sowie oberflächennahen, überwiegend horizontalen Grabengängen und Spurenfossilien.

### Flora
Exemplare von Algen und mikroskopischen Pflanzenresten weisen darauf hin, dass diese vermutlich die Nahrungsquelle anderer Organismen darstellten.

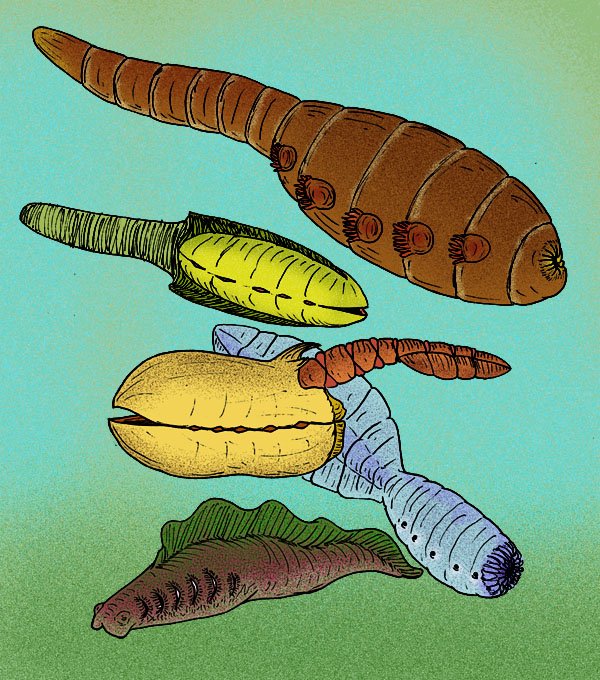
Rekonstruktion von Organismen der Gruppe Vetulicolia

### Wirbellose
Innerhalb der Chengjiang-Faunengemeinschaft zeigt sich in der Haiyan-Lagerstätte eine relativ hohe Diversität und Anzahl an Exemplaren der Gruppen Vetulicolia und Chancelloriidae.
Die am häufigsten gefundenen Exemplare zählen zu den Arten Kunmingella douvillei und Misszhouia longicaudata. Auffällig ist dabei die hohe Anzahl an Exemplaren mit einer Länge < 8 mm verglichen mit anderen Abschnitten der Chengjiang-Faunengemeinschaft.

### Chordaten

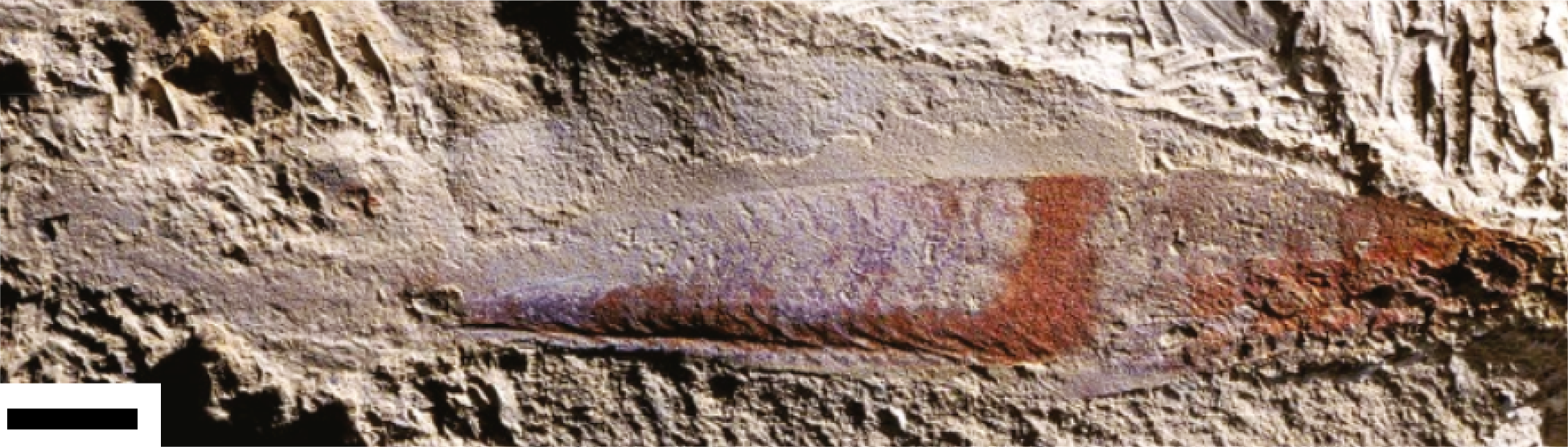
Fossil von Myllokunmingia fengjiaoa ausgestellt am Yunnan Key Laboratory für Paläobiologie.

Funde von Chordaten belaufen sich auf die Arten Myllokunmingia fengjiaoa und Yunnanozoon lividum.

## Forschungsgeschichte

### Wissenschaftliche Ausgrabungen
Die Haiyan Lagerstätte wurde wissenschaftlich zuerst 2021 von Yang et al. beschrieben. Im Rahmen dieser Untersuchung wurden 2846 Exemplare, davon 2655 aus dem Haiyan-Abschnitt, gesammelt. Eine Untersuchung der Exemplare fand durch ein Rasterelektronenmikroskop (EBSD) und die Energiedispersive Röntgenspektroskopie (EDS) statt.
Aufgrund der hohen Anzahl an juveniler Organismen, Larven und Eier, bietet die Haiyan-Lagerstätte viel Potential für zukünftige Forschung mit Fokus auf der Entwicklung der verschiedenen Taxa und dem Einfluss regionaler und lokaler Ökosysteme darauf.

### Publikationen
- Yang, Xianfeng; Kimmig, Julien; Zhai, Dayou; Liu, Yu; Kimmig, Sara R.; Peng, Shanchi: A juvenile-rich palaeocommunity of the lower Cambrian Chengjiang biota sheds light on palaeo-boom or palaeo-bust environments. In: Nature Ecology & Evolution. Bd. 5, Nr. 8, 2021, S. 1082–1090. doi:10.1038/s41559-021-01490-4
- Yang, Xianfeng; Kimmig, Julien; Lieberman, Bruce S.; Peng, Shanchi: A new species of the deuterostome Herpetogaster from the early Cambrian Chengjiang biota of South China. In: The Science of Nature. Bd. 107, Nr. 5, 2020, S. 1–8. doi:10.1007/s00114-020-01695-w
- Leibach, Wade William: Preservation and bias in the Cambrian fossil record. Masterarbeit, University of Missouri–Columbia, 2022. doi:10.32469/10355/91518, MOspace Repository